# Miesięcznik Polityczny Niepodległość
Miesięcznik Polityczny „Niepodległość” – pismo podziemne wydawane w latach 1982–1990. 

## Historia
Wydawanie miesięcznika rozpoczęto podczas stanu wojennego.
We wstępniaku do pierwszego numeru stan wojenny został nazwany „okupacją”, redakcja wzywała do biernego oporu i stworzenia państwa podziemnego.  

Początkowo (1983) ukazywał się w nakładzie 3–5 tysięcy i był rozprowadzany w warszawskich i podwarszawskich zakładach pracy. Potem (przed 1986) nastąpił spadek nakładu.  W numerze 36/1984 ogłoszono deklarację Liberalno-Demokratycznej Partii „Niepodległość" i od tego czasu czasopismo było organem partii. Łącznie ukazało się 100 numerów. 
W związku ze zmianą sytuacji politycznej wydawanie pisma zawieszono 30 sierpnia 1990. 

## Zespół redakcyjny
Początkowo redakcja liczyła 5 osób. W wydawaniu pisma brali udział: Stanisław Kotowski (ur. 1953), inżynier, pseud. „Bronek”, Maria Grażyna Słowikowska (ur. 1931), dr nauk przyrodniczych, pseud. „Zosia”, Tomasz Kołodziejski (ur. 1952), inżynier, pseud. „Franek”, Tomasz Dangel (ur. 1954), lekarz, pseud. „Grzybowski”, „Marcin”, Jan Ł. (ur. 1950) lekarz, Stanisław Rojek (ur. 1951), socjolog, Witold Gadomski (ur. 1953), ekonomista, Urszula C. (ur. 1943), socjolog, Piotr Majchrzak (ur. 1953), Jerzy Targalski, Adam Chajewski (ur. 1943), chemik, Jacek Krauss, Norman Pieniążek (ur. 1946), genetyk, dr nauk przyrodniczych, Adam Strug, Dorota Safjan, Marek Safjan.  

## Profil tematyczny
Wydawnictwo zamieszczało artykuły analizujące ówczesną sytuację polityczną i gospodarczą Polski, komentarze odnośnie do polityki innych państw, krytyczne analizy działań opozycji, dyskusję na tematy programowe, a także listy czytelników, wiersze i rysunki satyryczne.